# 夾竹桃林圓盾介殼蟲
夾竹桃林圓盾介殼蟲（学名：Lindingaspis rossi）为盾介殼蟲科林圓盾介殼蟲屬下的一个种。